# Marie de Nassau (1825-1902)
Pour les articles homonymes, voir Marie de Nassau.
La princesse Marie de Nassau (allemand : Prinzessin Marie Wilhelmine Friederike Elisabeth von Nassau ; 29 janvier 1825-24 mars 1902) était le huitième enfant et la quatrième fille de Guillaume de Nassau, et la femme de Hermann, 4e prince de Wied. Elle était la mère de Élisabeth de Wied, reine de Roumanie.

## Jeunesse
Marie, née à Biebrich, duché de Nassau, est le huitième enfant et la quatrième fille de Guillaume de Nassau (1792-1839) et de sa première épouse, Louise de Saxe-Hildburghausen (1794-1825), fille de Frédéric Ier de Saxe-Hildburghausen.
Elle était la sœur de :
- Thérèse de Nassau-Weilbourg (1815-1871), duchesse d'Oldenbourg
- Adolphe, grand-Duc de Luxembourg (1817-1905)

Et la demi-sœur de :
- Hélène de Nassau (1831-1888), princesse de Waldeck et Pyrmont, épouse de Georges-Victor de Waldeck-Pyrmont, prince de Waldeck et Pyrmont.
- Sophie de Nassau (1836-1913), épouse d'Oscar II, roi de Suède et de Norvège.

## Mariage famille
Marie a épousé le 20 juin 1842 à Biebrich, Hermann de Wied (1814-1864), fils aîné de Jean Auguste Charles, prince de Wied et de la princesse Sophie Auguste de Solms-Braunfels.
Ils ont eu trois enfants :
- Élisabeth de Wied (29 décembre 1843 – 3 mars 1916) mariée à Carol Ier de Roumanie, avec descendance.
- Guillaume-Adolphe de Wied (22 août 1845 – 22 octobre 1907), époux de Marie des Pays-Bas, avec descendance.
- Othon de Wied (22 novembre 1850 – 18 février 1862)

## Titres
- 29 janvier 1825 – 20 juin 1842 : Son Altesse Sérénissime la Princesse Marie von Nassau
- 20 juin 1842 – 5 mars 1864 : Son Altesse Sérénissime la Princesse de Wied
- 5 mars 1864 – 24 mars 1902 : Son Altesse Sérénissime la Princesse Douairière de Wied

## Sources
- (en) Cet article est partiellement ou en totalité issu de l’article de Wikipédia en anglais intitulé « Princess Marie of Nassau  » (voir la liste des auteurs).